# 中央市立田富南小学校
中央市立田富南小学校（ちゅうおうしりつ たとみみなみしょうがっこう）は、山梨県中央市にある公立の小学校である。2006年（平成18年）2月20日の田富町、玉穂町、豊富村との合併に伴い、「田富町立田富南小学校」から「中央市立田富南小学校」へ改称。

## 概要
山梨県中央市の公立小学校であり、1989年(平成元年)に開校した。田富南小学区（今福、今福新田、藤巻、飛石、大田和、西花輪(一部を除く) 釜無)に居住する児童が通学する。

## 所在地
〒409-3843
山梨県中央市西花輪1250
- 最寄駅 JR身延線 東花輪駅から徒歩20分
- 最寄バス停 山梨交通 「西花輪」バス停から徒歩15分

## 沿革
- 1989年（平成元年）10月20日 - 開校
- 2006年（平成18年）2月20日 - 田富町、玉穂町、豊富村との合併に伴い、「田富町立田富南小学校」から「中央市立田富南小学校」へ改称。

## 学校行事
うたのひろばみなみ
毎月一回のペースで行われていて、学年ごとにうたの発表が行われている
季節に合った集会
七夕集会や焼き芋集会、クリスマス集会等が行われている。（その年の方針によって変更あり）
オリエンテーリング大会
縦割り班を作って学区内の神社などで靴飛ばしやターザンなどいろいろな種目で、勝敗を競っている。（また、神社などに向かう道中ごみを拾ったら得点に加算されるというルールもある。）
秋季大運動会
例年9月終わりから10月初めにかけて行われ、点を競う。1、2年と 3、4年と5、6年に分かれて演技をする
トイレクリーン大作戦
2008年頃に行われたトイレ掃除の行事

## 学校周辺
- 中央市立田富中学校
- 中央市立田富第二保育園
- 中央市立田富第三保育園
- 中央市立田富つくし児童館
- 中央市立田富杉の子児童館
- はくばく中央工場

## 関係項目
- 山梨県/中央市
- 山梨県小学校一覧